# انتقال من المدرسة إلى العمل
الانتقال من التعليم للعمل هي عبارة تشير إلى اتفاقيات التدريب على العمل والتدريب المهني والتعليم التعاوني أو البرامج الأخرى المصممة لإعداد الطلاب لدخول سوق العمل. وقد تم تطبيق هذا النظام التعليمي في الولايات المتحدة مبدئيًا على نطاق محدود كاستجابة للتدريب على العمل مثلما كان يحدث في آسيا.
ويستخدم نظام «تهيئة المدرسة لبرامج العمل» في تقديم فلسفة الأنشطة القائمة على أساس التعلم في المدرسة والعمل والاتصال في مراحل مبكرة من رياض الأطفال حتى يتعرض التلاميذ للمهن التي من الممكن أن يعملوا بها في المستقبل. ويركز نظام «تهيئة المدرسة لبرامج العمل» على فكرة التعلم مدى الحياة.
ويتم تمويل ورعاية نظام «تهيئة المدرسة لبرامج العمل» عن طريق وزارتي العمل والتعليم بالولايات المتحدة الأمريكية على المستوى الفيدرالي، وعلى مستوى الولايات في ولاية مثل أريزونا يدير هذه المنحة قسم «تهيئة المدرسة لبرامج العمل» بوزارة التجارة بالولاية. واستمرت هذه المنحة المالية لمدة خمس سنوات كحد أقصى ثم بدأت في التناقص لمدة من ثلاث إلى خمس سنوات.
ومثال على مستوى اشتراك البلاد نجده في الانتقال من مدرسة مقاطعة كوتشيس إلى اتحاد العمل في ولاية أريزونا. وهو يتألف من أكثر من خمسين مدرسة عامة وخاصة في مقاطعة كوتشيس بداية من رياض الأطفال وحتى الجامعة التي تكون مدة الدراسة بها أربع سنوات، ومنظمات المجتمع المحلي، وأكثر من مائة شريك تجاري داعم.
ويعتبر برنامج تهيئة المدرسة لبرامج العمل جزءًا من حركة الإصلاح الشامل للتعليم التي تتضمن تشكيل معايير جديدة تركز على مستوى أعلى من مهارات التفكير ومعايير جديدة على أساس التقييم وامتحانات التخرج مثل شهادة الإتقان الأولي مما يضمن استعداد الطلاب للتدريب على العمل أو الاستعداد للجامعة عند بلوغهم 16 عامًا، ويعتقد من يقومون بالإصلاح أنه من الضروري والمنصف أن يتخرج جميع الطلاب وهم مهيئون للعمل ومستعدون للجامعة بدلا من تتبعهم بطريقة أو بأخرى.

## الانتقادات
لاحظ التقليديون «المطالبون بالعودة للأساسيات» أنه في أوروبا عادة ما يعني احتراف مهنة إنهاء العامل لتعليمه بعد سن 16 عامًا ويعمل بدوام كامل مقابل أجر منخفض في مقابل تعلم «مهارات مهنة» مثل تجميع السيارات. ويعتقد البعض أنه من الأفضل للطلبة الذين لم يلتحقوا بالجامعة التركيز على المدارس المهنية، بينما يقضي الطلاب الأكاديميون وقتهم في تعلم المواد الأكادديمية الأساسية مثل التاريخ والعلوم وليس مبادئ المهن في مستشفى أو عند تاجر سيارات. ويكون لدى أي طالب يعيش في ولاية داكوتا الشمالية فرصة ضئيلة لتعلم كيف يصبح مصمم سيارات، بينما الطالب في ولاية ألاباما لديه فرصة محدودة لتعلم حرفة في شركة برمجيات إذا تم تخصيص التدريب على العمل وفق لاحتياجات الموارد البشرية المحلية عند إنشاء العديد من البرامج، كما يحتاج العمل المحلي إلى هيكلة عملياته لاستيعاب العمال من الطلبة، والانتقال كذلك حيث عادة ما توجد المدارس بالقرب من المنازل، وليس الأعمال التي تحتاج لوجود سيارة للانتقال إليها أو البعيدة عن المنزل،
ويعمل الطلاب في البرنامج التمهيدي لتهيئة المدرسة لبرامج العمل في ولاية ميتشغان «لمدة ثلاث ساعات يوميًا دون أجر» and «ويكون الطلاب لديهم القدرة على القيام بجميع الأعمال التي تعتبر خطيرة.» والتي يمكن أن تتعارض مع قوانين عمل الأطفال. يمكن مشاركة البيانات مع شبكة الولاية المشاركة في برنامج تهيئة المدرسة لبرامج العمل والمجالات المحلية لسوق العمل التي يمكن اعتبارها غزو للخصوصية. ويمكن للولاية الاستفادة من الشهادات الوطنية لمهارات الصناعة المعترف بها عند إيجادها والتي يمكن أن تسمى شهادة الإتقان الأولي. ويطلق النقاد على ذلك جواز مرور للعمل تديره الحكومة، وعبر عضو مجلس النواب بولاية ميتشغان هارولد ج. فورهيس عن قلقه حيال التطبيق الكامل للبرنامج أنه ربما لا يتمكن الطفل من العثور على عمل بدون هذه الشهادة.